# Simple and Fast Multimedia Library
Simple and Fast Multimedia Library (często skracane do SFML) – wieloplatformowa biblioteka programistyczna ułatwiająca tworzenie gier oraz programów multimedialnych. Jest napisana w C++ i może być wykorzystywana w języku C, platformie .NET, D, Pythonie, Javie i kilku innych językach.
SFML obsługuje akcelerację sprzętową grafiki 2D przy użyciu OpenGL. Biblioteka jest otwartym oprogramowaniem wydanym na licencji zlib.

## Budowa
W skład SFML wchodzi pięć modułów:
- System – obsługuje czas i wątki
- Window – obsługuje okna i interakcję z użytkownikiem
- Graphics – umożliwia renderowanie grafiki
- Audio – dostarcza interfejs do odtwarzania muzyki i dźwięków
- Network – odpowiedzialny za komunikację sieciową

Niemal wszystkie moduły mogą być używane niezależnie – wyjątek stanowi moduł Graphics (który wymaga modułu Window) oraz moduł System wymagany przez wszystkie inne.

## Bindingi
Oprócz C++ – języka, w którym biblioteka została napisana – SFML można także, dzięki tzw. „bindingom”, używać w innych językach. Istnieją dwa oficjalne bindingi (dla C i platformy .NET), a także kilkanaście nieoficjalnych dla innych języków.

### Oficjalne
- CSFML – C
- SFML.Net – platformy .NET

### Nieoficjalne
- JSFML – Java
- DerelictSFML2 – D
- DSFML – D
- SFML-D – D
- pySFML – Python
- rbSFML – Ruby
- Ocsfml – OCaml
- ocaml-sfml – OCaml
- GoSFML2 – Go
- nimrod-sfml – Nimrod
- EuSFML2 – Euphoria
- rust-sfml – rust

## Przykład
Przykładowy program w SFML tworzący okno i wypełniający je czerwonym kolorem:
```
#include
 
<SFML/Graphics.hpp>

int
 
main
()
 
{

    
// Utwórz okno

    
sf
::
RenderWindow
 
window
(
sf
::
VideoMode
(
800
,
 
600
,
 
32
),
 
"Hello World - SFML"
);

    
// Główna pętla

    
while
 
(
window
.
isOpen
())
 
{

        
// Obsługa zdarzeń

        
sf
::
Event
 
event
;

        
while
 
(
window
.
pollEvent
(
event
))
 
{

            
// Zamknięcie okna spowoduje zakończenie programu

            
if
 
(
event
.
type
 
==
 
sf
::
Event
::
Closed
)

                
window
.
close
();

        
}

        
// Wyczyść ekran i wypełnij go czerwonym kolorem

        
window
.
clear
(
sf
::
Color
(
255
,
 
0
,
 
0
));

        
// Wyświetl zawartość bufora (renderowany obraz) na ekranie

        
window
.
display
();

    
}

}

```